# Fear Factory
Fear Factory é uma banda norte-americana de metal industrial extremo que já excursionou com bandas como Black Sabbath, Pantera, Megadeth, Iron Maiden, Slayer, Dream Theater, Ministry e Rammstein, tocou em três edições do Ozzfest e inaugurou o festival Gigantour. Seus álbuns já chegaram a permanecer na Billboard e seus singles ficaram nas paradas da Mainstream Rock, ambos nos Estados Unidos.
A banda explorava nas letras a ideia do Homem Versus Máquina e criticas à Religião, temas esses que foi tratado do álbum Soul of a New Machine ao Digimortal. A banda começou fazendo um som mais death metal/grindcore, mas depois mudou para um som mais moderno, som esse que influenciou o new metal/groove metal. A banda já vendeu mais de 1 milhão de álbuns somente nos Estados Unidos.

## História
O Fear Factory foi formado sob o nome Ulceration em Los Angeles, Califórnia no ano de 1989 pelo guitarrista da banda, Dino Cazares e pelo baterista Raymond Herrera. O nome Ulceration foi escolhido pelos integrantes da banda por acharem que esse nome soava bem na época.
Em 1990, trocam o nome da banda para Fear Factory. Caracterizado por uma mistura de riffs de thrash metal (hoje em dia, soando mais Nu metal), vocais guturais que transformam-se em melódicos, batidas pulsantes marcadas pelo bumbo duplo e baixos pesados, a banda chamou a atenção da cena death/industrial estadunidense com o lançamento do debut da banda, Soul of a New Machine, em 1992. O álbum não foi um sucesso na mídia, embora a banda conseguisse embarcar em uma extensa turnê passando por toda a América ao lado de bandas como Biohazard, Sepultura e Sick of It All e na parte europeia com a lenda grindcore, Brutal Truth. É importante ressaltar que apenas esse álbum tem um estilo mais death metal/grindcore, pois nos álbuns seguintes a banda muda seu estilo, evoluindo gradualmente de álbum para álbum.
No ano seguinte, eles contratam Rhys Fulber do Front Line Assembly para remixar algumas músicas para o EP Fear Is The Mindkiller, lançado em 1993. Em 1994, o baixista Andrew Shives é forçado a deixar a banda. No mesmo ano, o baixista Christian Olde Wolbers conhece a banda enquanto passava suas férias em Los Angeles e concorda em acompanhar a banda na gravação do seu próximo álbum.
Demanufacture foi lançado em 1995], tornando-se um álbum de sucesso. A banda recebeu o aclame da midia especializada internacional e com isso desperta a atenção de novos fãs pelo mundo todo. A banda passa os próximos anos fazendo turnês com bandas como Black Sabbath, Megadeth e Iron Maiden.
Eles também participam do Ozzfest anos de 1996 e 1997 subsequentemente, participando também de outros festivais. Em 1997, a banda lança um álbum com remixes do disco Demanufacture, com participações dos DJ's DJ Dano e Junkie XL (agora apenas JXL) chamado Remanufacture. Um ano depois, a banda cancela uma apresentação no festival holandês Dynamo Open Air para terminar as gravações do seu novo álbum.
Após o lançamento de Obsolete em 1998, a banda cai na estrada com o Slayer e então na sequência, começa outra turnê com o Rammstein. Ainda no mesmo ano, a banda torna-se a banda principal no segundo palco do Ozzfest, substituindo de última hora o Judas Priest. O Obsolete vende mais de 500,000 cópias nos EUA, e a banda ganha um disco de ouro por ele. Esse disco é depois leiloado para ajudar Chuck Schuldiner (líder do Death) na sua batalha contra o câncer . Em 2001, é lançado o álbum Digimortal que conta com a participação de membros do Cypress Hill e após uma sequência de shows e festivais, a banda faz uma pausa em suas atividades.

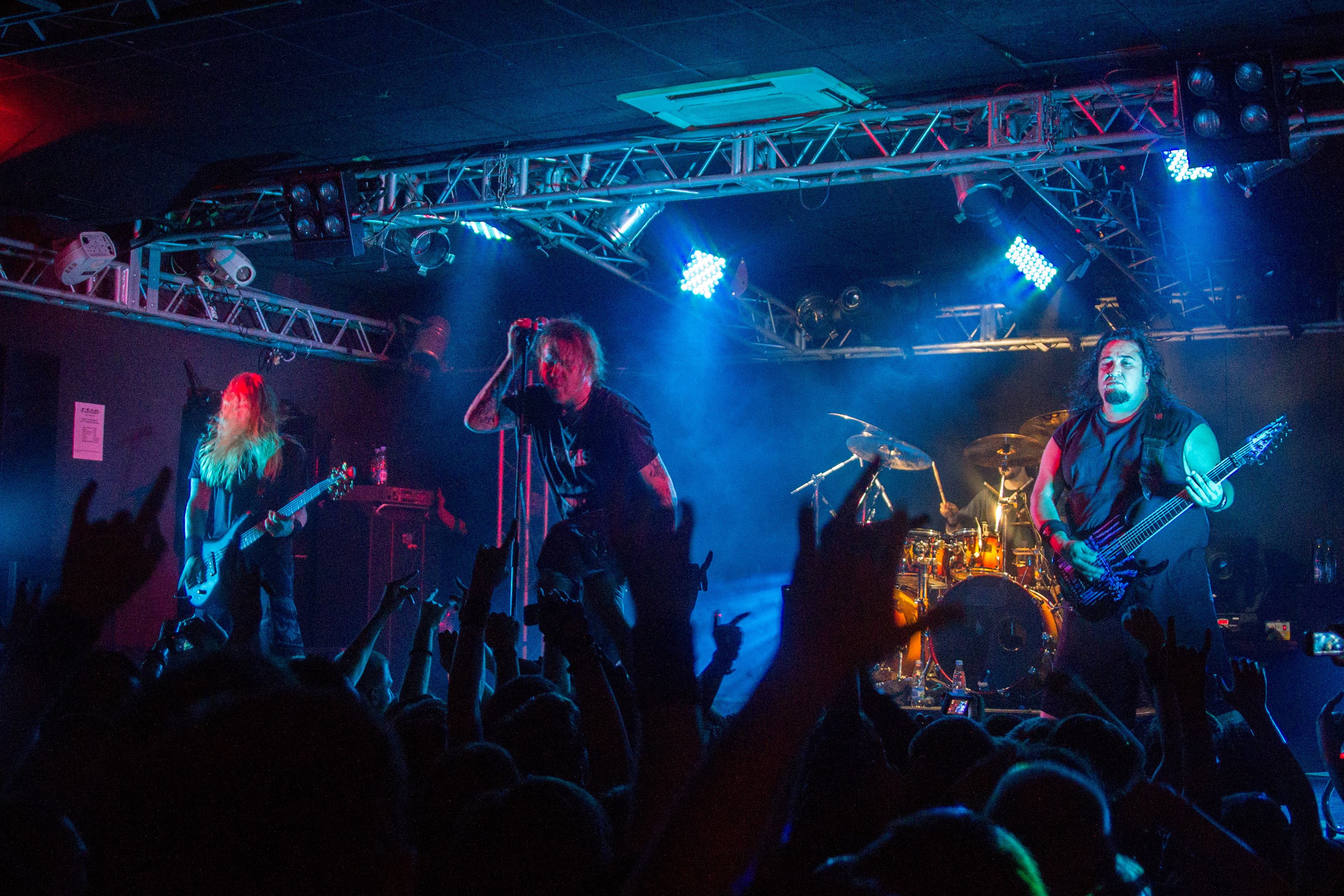
A banda se apresentando em São Petersburgo, Russia, em 2013.

Seguido por diferenças pessoais entre os membros, a banda acaba em 2002. Mas no mesmo ano a banda retorna as atividades, sem o guitarrista original da banda, Dino Cazares que sai da banda para se dedicar aos seus outros projetos, como o Brujeria e o Asesino. O baixista Christian Olde Wolbers assume a guitarra e contratam o baixista Byron Stroud, membro do Strapping Young Lad. Em 2004, a banda faz seu primeiro show de retorno como banda surpresa do festival Australiano/Neozelandês, Big Day Out, seguido pelos seus primeiros shows em solo americano depois da volta, contendo as bandas Slipknot e Chimaira.
Em 2004 com a nova formação, é lançado o álbum Archetype e a estreia da banda pela nova gravadora, Liquid 8 Records localizada em Minnesota. Em 2005 sai o álbum Transgression que traz uma banda mais melódica e trabalhada. Em 2006, o guitarrista Wolbers junta-se ao Korn para substituir o guitarrista Rob Patterson (ex-Otep). No entanto, não se sabe se ele permanecerá na banda. Segundo algumas notícias que rondam na internet, Christian não continuará na banda, devido à falta de tempo para ensaiar.
Em 2009 uma nova versão do FEAR FACTORY foi apresentada oficialmente, contando com os membros originais Dino Cazares (guitarra) e Burton C. Bell (vocais), junto ao baixista Byron Stroud (que tocou nos dois últimos álbuns da banda, além de tours e gravações) e o lendário baterista Gene Hoglan.
Em 2010 é lançado seu 8º álbum de estúdio chamado Mechanize. Foi anunciado mas um novo álbum para 2012, que se chama The Industrialist. Em 12 de Setembro de 2014, a banda anunciou um contrato com a gravadora Nuclear Blast. Em 2015, o baixista Matt DeVries deixa a banda e é substituído por Tony Campos, que saiu do grupo brasileiro-estadunidense Soulfly.
Em 7 de agosto de 2015 foi lançado o 10º álbum de estúdio da banda, intitulado Genexus.
Em fevereiro de 2019 o vocalista Burton C. Bell anunciou que um novo álbum está a caminho, chamado Monolith.
Em setembro de 2020, Dino Cazares anunciou que o Fear Factory iria lançar novas músicas em 2021. Menos de 1 mês depois, no dia 28 de Setembro, o vocalista Burton C. Bell anuciou que estaria realizando sua sáida da banda, dizendo que havia "série consistente de representações desonestas e acusações infundadas de membros da banda do passado e do presente". Mesmo com sua saída, as contribuições de Bell permaneceram em seu próximo álbum. O álbum Aggression Continuum foi eleito pela Loudwire como o 33º melhor álbum de rock/metal de 2021. A faixa "Disruptor" foi eleita pela mesma publicação como a 12ª melhor música de metal do ano.
Em Fevereiro de 2023, foi revelado pela banda que depois de mais de 300 audições, o vocalista italiano Milo Silvestro estaria substituindo Bell. Após cancelamento da primeira data de sua turnê americana, foi revelado via Stories que Pete Webber, da banda Havok estaria entrando temporariamente como baterista da banda. Já em Maio, Webber foi confirmado como baterista.

## Integrantes

### Atuais
- Milo Silvestro - vocal (2023 - presente)
- Dino Cazares - Guitarra (1989-2002), 2009- presente)
- Tony Campos - baixo (2015- presente)
- Pete Webber  - bateria (2023- presente)

### Ex-integrantes
- John Bechdel - teclado (gravou e tocou na turnê do Digimortal)
- Christian Olde Wolbers - guitarra (2002-2008) e baixo (1994-2002)
- Reynor Diego - samples/teclado (1991-1995) - (gravou e tocou na turnê do Demanufacture)
- Andrew Shives - baixo (1991-1994)
- Dave Gibney - baixo (1990-1991)
- Andy Romero - baixo (no álbum Concrete e visto no DVD Digital Connectivity)
- Byron Stroud - baixo (2004-2012)
- Raymond Herrera - bateria (1989-2008)
- Gene Hoglan - bateria (2009-2012)
- Matt DeVries - baixo (2012- 2015)
- Burton C. Bell - vocal (1989 - 2020)
- Mike Heller - bateria(2012 - 2023)

## Discografia

### Álbuns de estúdio
- Concrete (1991), depois relançado em (2002)
- Soul of a New Machine (1992)
- Demanufacture (1995)
- Obsolete (1998)
- Digimortal (2001)
- Archetype (2004)
- Transgression (2005)
- Mechanize (2010), depois relançado em (2023) com 3 faixas bônus
- The Industrialist (2012)
- Genexus (2015)
- Aggression Continuum (2021)

### EP
- Fear is the Mindkiller (1993)
- Cars (1997)
- Mischief Invasion (2004)

### Remixagens
- The Gabber Mixes 12" (1997)
- Remanufacture - Cloning Technology (1997)
- Hatefiles (2003)
- Recoded (2022)
- Re-Industrialized (2023)

### Coletâneas
- Trilha Sonora do Filme Jogos Mortais (2004)
- The Best of Fear Factory (2006)

### DVD
- Digital Connectivity (2002)